# Chapelle Sainte-Marie (Bruges)
La chapelle Sainte-Marie est située avenue Charles de Gaulle au sud-ouest de Bruges, au sein de laquelle est pratiqué le rite tridentin et attenante au prieuré éponyme.